# Georg Wilhelm Dückel
Georg Wilhelm Dückel (* 23. Januar 1836 in Hamburg; † 23. März 1882 ebenda) war ein deutscher Gewürzkrämer und Politiker.

## Leben
Dückel gehörte von 1874 bis 1875  der Hamburgischen Bürgerschaft an.